# آسن(هیدروکربن)

فرمول ساختاری آسن‌ها

آسن‌ها یا پلی‌آسن‌ها دسته ای از ترکیبات آلی و هیدروکربن‌های آروماتیک چندحلقه‌ای هستند که از حلقه‌های بنزن بهم جوش‌خورده تشکیل شده‌اند. بیشتر این ترکیبات کاربردهای الکترونیک نوری داشته و به طور فعال در علومی چون شیمی و مهندسی برق مورد تحقیق قرار دارند. از پنتاسن در ترانزیستور اثرمیدانی آلی استفاده می شود.
۵ عضو اول بدون استخلاف این ترکیبات در جدول زیر ذکر شده است:
| نام     | تعداد حلقه ها | فرمول شیمیایی | فرمول ساختاری |
| ------- | ------------- | ------------- | ------------- |
| آنتراسن | ۳             | C۱۴H۱۰        |               |
| تتراسن  | ۴             | C۱۸H۱۲        |               |
| پنتاسن  | ۵             | C۲۲H۱۴        |               |
| هگزاسن  | ۶             | C۲۶H۱۶        |               |
| هپتاسن  | ۷             | C۳۰H۱۸        |               |

همچنین آسن‌ها از فرمول مولکولی کلی C۴n+۲H۲n+۴ پیروی می کنند.